# Џером (Арканзас)
Џером (енгл. Jerome) град је у америчкој савезној држави Арканзас.

## Демографија
По попису из 2010. године број становника је 39, што је 7 (-15,2%) становника мање него 2000. године.
| Група             | 2000.      | 2010.      |
| Белци             | 35 (76,1%) | 25 (64,1%) |
| Афроамериканци    | 3 (6,5%)   | 0 (0,0%)   |
| Азијати           | 0 (0,0%)   | 0 (0,0%)   |
| Хиспаноамериканци | 8 (17,4%)  | 14 (35,9%) |
| Укупно            | 46         | 39         |